# جون بولسين
جون بولسين (22 مايو 1951 - ) (بالدنماركية: John Paulsen)‏ هو لاعب كرة طائرة الدنمارك. شارك في الألعاب الأولمبية الصيفية 1976.

## وصلات خارجية
- جون بولسين على موقع أوليمبيديا (الإنجليزية)